# یرونگکی
یرونگکی (به لاتین: Jeroniki) یک روستا در لهستان است که در گمینا خوروشچ واقع شده‌است.